# Lesnítxestvo Abrau-Diursó
Lesnítxestvo Abrau-Diursó - Лесничество Абрау-Дюрсо (rus) és un possiólok, un poble, del krai de Krasnodar, a Rússia. Es troba a la península d'Abrau, a la vora del riu Diursó, a 16 km a l'oest de Novorossiïsk i a 117 km al sud-oest de Krasnodar, la capital.
Pertany al municipi d'Abrau-Diursó.